# Fälltank

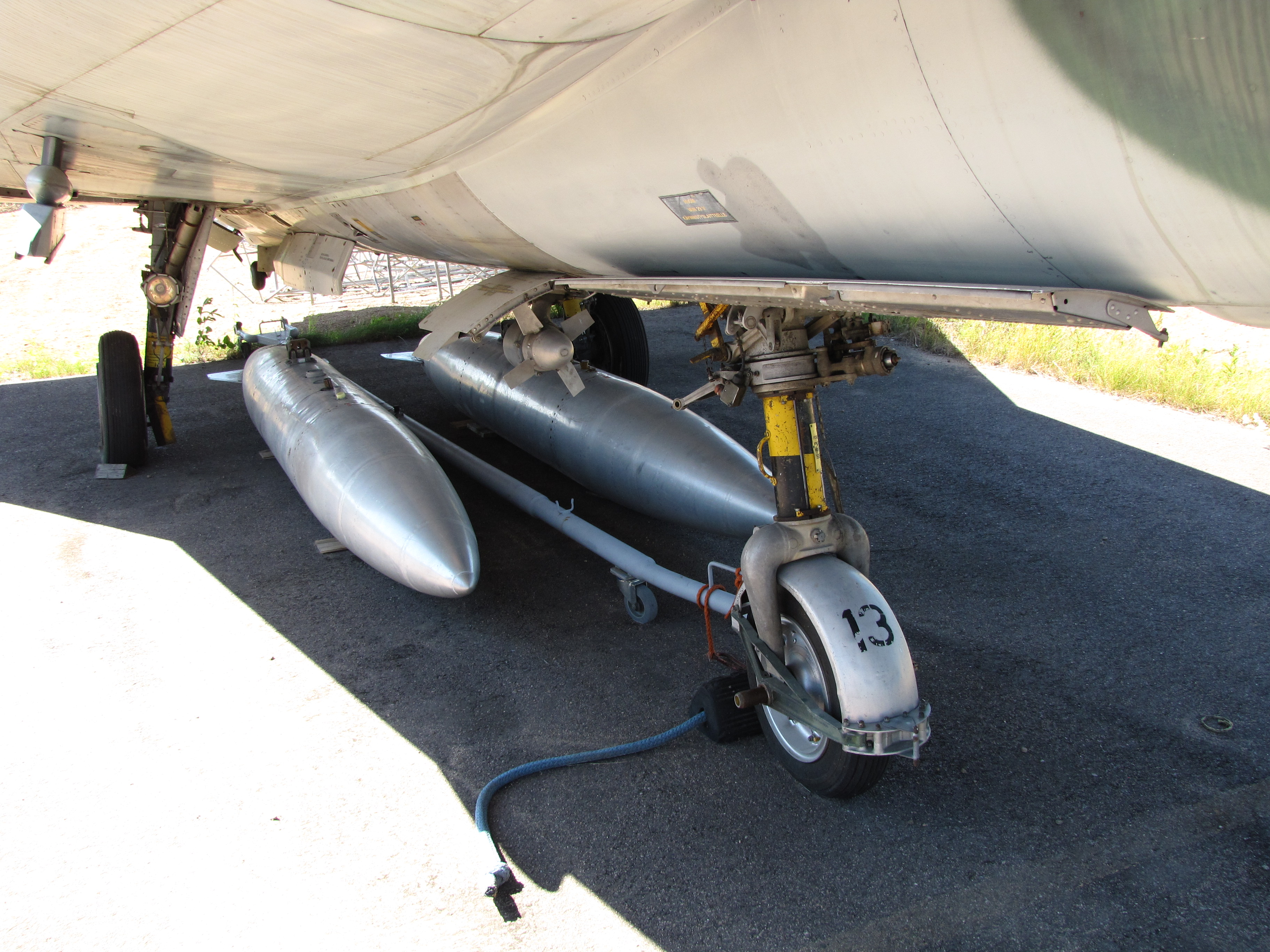
Bukfälltankar till en finsk SAAB 35XS Draken.

Saab A 21R med vingspetstankar.

Fälltank eller kastbar extratank (engelska: drop tank eller external tank) är en extern bränsletank på flygfarkoster och rymdfarkoster (vanligen flygplan och rymdfärjor) som kan lossas och överges i luften för att minska vikt och luftmotstånd.

## Allmänt
Vanligen överges tanken efter att tankens bränsle har förbrukats. Fälltanken har efter detta inte längre någon funktion för det aktuella uppdraget, utan är enbart en belastning för flygplanets prestanda genom ökat luftmotstånd och ökad vikt, och kan därför överges. Den kan också överges medan den ännu innehåller bränsle i nödsituationer där man snabbt behöver minska vikt och luftmotstånd. Fälltankar används främst på stridsflygplan för att öka räckvidden.

## Typexempel
Olika benämningar förekommer för fälltankar beroende på var de sitter på flygplanet. Några exempel är:
- bukfälltank – fälltank under buken
- vingfälltank – fälltank under vingarna
- vingspetstank – fälltank på vingspetsarna

## Fälltankar i Sverige
Fälltankar kom först att användas i Sverige under senare 1940-tal på flygplanen Saab 21A och Saab 21R. Dessa fälltankar hade formen av halva vattendroppar och fästes under vingarna mellan bom och kropp. 1951 introducerades en modifikation för attackversionerna av Saab 21A och Saab 21R som gav dem möjligheten att bära fälltankar på vingspetsarna (så kallade vingspetstankar). Detta lediggjorde de undre vingytorna för bomber och raketer. Även dessa fälltankar hade formen av vattendroppar.

### Fälltankar som brandbomber
Något någorlunda unikt som Sverige har gjort är att använda fälltankar som brandbomber. Flera tidiga typer av svenska fälltankar kunde armeras och fällas under flykt som brandbomber. Det gick så långt att man vid flera tillfällen testade att fylla dem med napalm.

### Skrift
```
*Beskrivning över fpl typ 21A, häfte 6 kap L. Beväpning
```